# Третье правительство Пуанкаре
Третье правительство Пуанкаре́ — кабинет министров, правивший Францией 64 дня с 24 марта по 1 июня 1924 года, в период Третьей французской республики, в следующем составе:
- Раймон Пуанкаре — председатель Совета министров и министр иностранных дел;
- Андре Мажино — военный министр;
- Жюстен де Сельв — министр внутренних дел;
- Фредерик Франсуа-Марсаль — министр финансов;
- Шарль Даниэль-Винсан — министр труда и гигиены;
- Эдмон Лефевр дю Прей — министр юстиции;
- Морис Бокановски — морской министр;
- Анри де Жувенель — министр общественного развития, искусств и технического образования;
- Жозеф Капю — министр сельского хозяйства;
- Жан Фабри — министр колоний;
- Ив Ле Трокер — министр общественных работ, портов и флота;
- Луи Люшё — министр торговли, промышленности, почт и телеграфов;
- Луи Марен — министр освобожденных областей.